# Agnieszka Głodowska
Agnieszka Głodowska – polska ekonomistka, doktor habilitowany nauk społecznych, profesor na Uniwersytecie Ekonomicznym w Krakowie, specjalistka od biznesu międzynarodowego oraz ekonomii międzynarodowej.

## Kariera naukowa
W 2009 roku na Wydziale Ekonomii i Stosunków Międzynarodowych Uniwersytetu Ekonomicznego w Krakowie uzyskała stopień doktora nauk ekonomicznych na podstawie rozprawy pt. Zróżnicowanie rozwoju gospodarczego a warunki życia ludności w wybranych krajach Unii Europejskiej – analiza wielowymiarowa, której promotorem był Stanisław Wydymus. W tym samym roku została zatrudniona na tejże uczelni, a w 2020 roku uzyskała na niej stopień doktora habilitowanego nauk społecznych na podstawie pracy pt. Główne osiągnięcie naukowe:„Międzynarodowe porównania przedsiębiorczości i krajowej w Unii Europejskiej. Determinanty i efekty w perspektywie przedsiębiorczości międzynarodowej”.